# 黑首雙線䲁
黑首雙線䲁（學名：Enneapterygius atriceps），為輻鰭魚綱䲁形目三鰭䲁科雙線䲁屬的一個種，最初由 O.P. Jenkins於1903年描述作為Tripterygion屬的一個種，但在1997年被R. Fricke重新歸類為Enneapterygius屬，分布於太平洋夏威夷群島、法國護衛艦淺灘、萊桑島和中途島環礁海域，深度1至23公尺，體長可達2.6公分，棲息在珊瑚礁碎石區，以小型無脊椎動物為食，雌魚產附著性卵在藻類築的巢，雄魚會守護卵，幼魚為浮游性，生活習性不明。